# Alfredo Baquerizo Moreno (kanton)
Alfredo Baquerizo Moreno – kanton w prowincji Guayas, w Ekwadorze. Stolicą kantonu jest Alfredo Baquerizo Moreno.